# ایسکوم
ایسکوم (انگلیسی: Eskom) شرکت دولتی برق در آفریقای جنوبی است، که در سال ۱۹۲۳ تأسیس شد.